# 因基西維
因基西維（西班牙語：Inquisivi），是玻利維亞西部拉巴斯省因基西維縣的市鎮，为该县的县府所在地，距離拉巴斯262公里。始建於1844年11月2日，海拔高度2,800米，2012年市镇人口数量为14,566人。
16°54′26″S 67°08′16″W / 16.90722°S 67.13778°W